# Galukoji

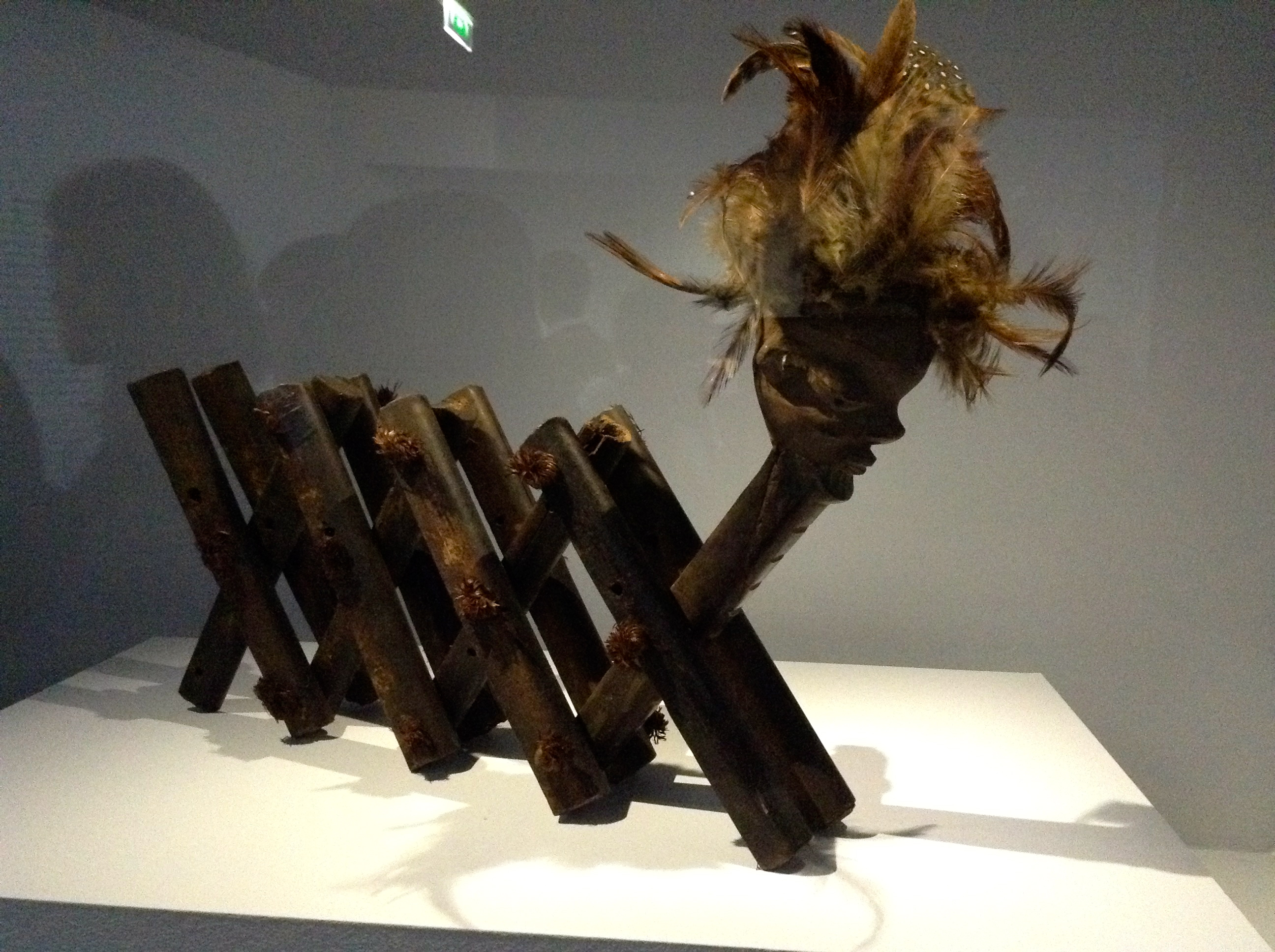
Galukoji (Accordéon divinatoire Pende) Congo (1920-1950)
(propriété du Surnatéum, récolté entre 1951 et 1953 par Léon de Sousberghe. Ce galukoji est exposé à l'exposition Persona au musée Jacques Chirac.

Le galukoji est un instrument divinatoire pende créé au début du XXe siècle et utilisé jusqu'au milieu du siècle (1920-1950). 

## Histoire
La société pende (Afrique centrale) a vécu d'importants bouleversements dus à la colonisationpar les Belges. Toutes leurs grandes institutions en ont été perturbées. La région, dont la totalité du Congo, est devenue propriété personnelle du roi Léopold, l'exploitation des ressources naturelles a demandé une main d'œuvre importante et on a assisté à de nombreuses révoltes. Ce peuple pende se nommant lui-même Apende, ce qui se traduit par « grands révoltés ». Tout ceci a alimenté la demande locale en outils permettant de répondre aux nouvelles questions qu'ils se posaient . La rébellion de 1931 contre le gouvernement colonial belge a été sévèrement sanctionnée : les chefs de communauté ont été destitués, le système de pensée des Pende s'est effondréet les masques sont dès lors utilisés comme un divertissement au détriment de leur fonction rituelle. Léon de Sousberghe a observé, lors de son séjour dans la région Pende en 1951-1953 que le galukoji y était encore très répandu. Cependant, il semble que peu de temps après, sa pratique soit abandonnée.Le premier galukoji que l'on retrouve est acquis en 1928 à la frontière nord-ouest de la région centrale Pende. Il a été conservé au Musée de Tervuren, en Belgique.

## Aspect
Fait de croisillons en forme d'accordéon à la fois extensible et rétractable, le galukoji est décoré à une extrémité d'une tête ou d'un masque de bois et de plumes. L'ajout d'un visage dans la conception du mécanisme cinétique suggère que ses actions sont guidées par une force spirituelle. Il peut être confectionné au moyen de bois, bambou, plumes, patine, fibre de raphia, perles, etc.

## Croyances Pende
Le peuple pende fonde l’essentiel de sa vie sur des croyances mystico-religieuses incarnées dans les objets, danses traditionnelles, rites, gestes, totems, paroles etc. Tout objet de croyance est donc empreint de signification et capable de transformer le cours de la vie.

## Utilisation
La divination  est du ressort du devin. Elle se fait à travers l’usage de divers types d’instruments. Leur manipulation s’accompagne d’un rituel, d’un système de code, de formules magique et de gestes inhabituels. Le devin pose le galukoji sur ses genoux, la tête vers le haut et récite les noms des personnes soupçonnées d'avoir commis de mauvaises actions. Dès que le nom du coupable est prononcé, il insère son doigt dans les traverses du galukoji, manipulant ainsi l'espèce de ressort qui active l'engin. Le galukoji se détend et sa tête bondit en direction du devin,,,. L'oracle a ainsi désigné le coupable.